# Giorni e nuvole
Pour plus de détails, voir Fiche technique et Distribution.
Giorni e nuvole est un film suisso-italien réalisé par Silvio Soldini, sorti en 2007.

## Fiche technique
- Titre : Giorni e nuvole
- Réalisation : Silvio Soldini
- Scénario : Silvio Soldini et Doriana Leondeff
- Photographie : Ramiro Civita
- Montage : Carlotta Cristiani
- Musique : Giovanni Venosta
- Pays d'origine : Italie - Suisse
- Genre : drame
- Date de sortie : 2007

## Distribution
- Margherita Buy : Elsa
- Antonio Albanese : Michele
- Giuseppe Battiston : Vito
- Alba Rohrwacher : Alice
- Carla Signoris : Nadia
- Fabio Troiano : Riki
- Paolo Sassanelli : Salviati
- Arnaldo Ninchi : Père de Michele